# Trichiosoma sibiricum
Trichiosoma sibiricum är en stekelart som beskrevs av Gussakovskij 1947. Trichiosoma sibiricum ingår i släktet Trichiosoma, och familjen klubbhornsteklar. Arten har ej påträffats i Sverige.